# Pessisjaure
Pessisjaure är en sjö i Kiruna kommun i Lappland och ingår i Torneälvens huvudavrinningsområde. Sjön har en area på 0,0676 kvadratkilometer och ligger 751 meter över havet.

## Delavrinningsområde
Pessisjaure ingår i det delavrinningsområde (757860-163981) som SMHI kallar för Mynnar i Torneträsk. Medelhöjden är 975 meter över havet och ytan är 98,45 kvadratkilometer. Det finns inga avrinningsområden uppströms utan avrinningsområdet är högsta punkten. Pessisjåkka som avvattnar avrinningsområdet har biflödesordning 2, vilket innebär att vattnet flödar genom totalt 2 vattendrag innan det når havet efter 456 kilometer. Avrinningsområdet består mestadels av kalfjäll (97 procent). Avrinningsområdet har 0,83 kvadratkilometer vattenytor vilket ger det en sjöprocent på 0,8 procent.